# 彩焰笔螺
彩焰笔螺（学名：Nebularia rubiginosa），是新腹足目笔螺科圆笔螺属的一种。主要分布于台湾，常栖息在浅海沙底。